# Clinopodes lindbergi
Clinopodes lindbergi är en mångfotingart som beskrevs av Loksa I. 1971. Clinopodes lindbergi ingår i släktet Clinopodes och familjen storjordkrypare.
Artens utbredningsområde är Afghanistan. Inga underarter finns listade i Catalogue of Life.